# Hippodroom van Waregem

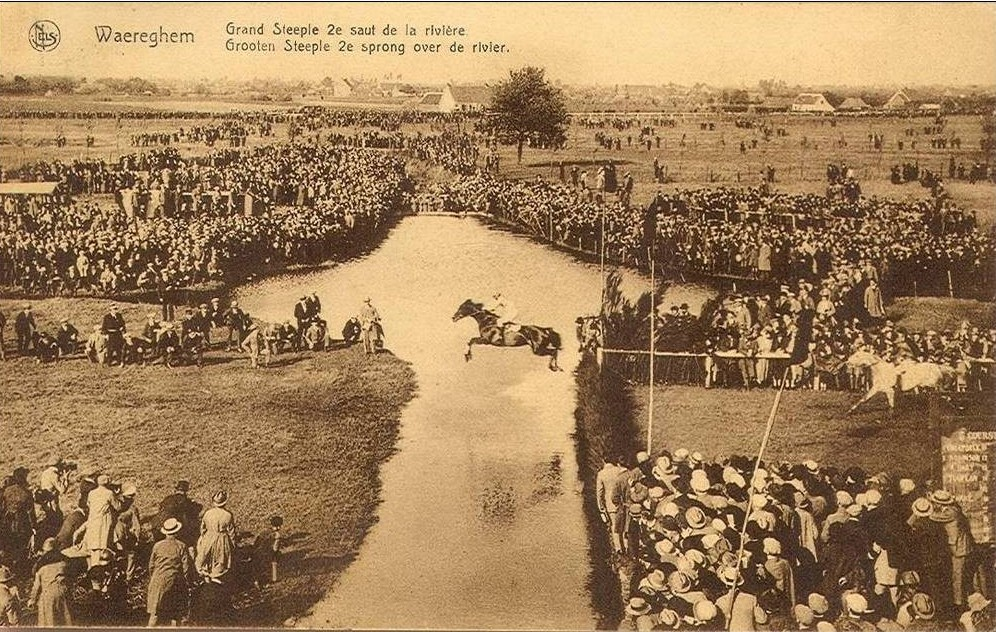
De sprong over de Gaverbeek (ansichtkaart uit 1920)

De hippodroom van Waregem (ook wel Gaverbeekhippodroom genoemd) is een hippodroom in de Belgische stad Waregem. Het is een van de weinige hippodromen waar er met de klok mee wordt gereden, zoals ook in de hippodroom van Oostende.
Nadat er al meerdere rennen door de straten van de gemeente Waregem waren gehouden, kreeg men van barones de Kerkhove de Denterghem, gravin Vilain XIIII, een locatie tegenover haar Kasteel van Potegem waar een hippodroom mocht worden gebouwd. De hippodroom werd voor het eerst in gebruik genomen in 1855, de eerste steeplechase ging er door in 1858.
De Waregemse hippodroom is een polyvalent terrein. Het terrein bevat een 1106 meter lange renbaan voor drafrennen en ook een 1400 meter lang hindernissenparcours voor galoprennen. De hindernissen bestaan uit een haag, een muur, een dubbelsprong, een oxer, een brook, een open ditch, rail ditch en fence, een Ierse berm en een beek (de Gaverbeek).
De bekendste ren is de Grote Steeplechase van Vlaanderen als onderdeel van Waregem Koerse, een jaarlijks evenement op de dinsdag na de laatste zondag van augustus. Deze Grote Steeplechase is een onderdeel van de Europese Crystal Cup.
Op 11 en 12 januari 2014 vonden hier ook de Belgische kampioenschappen veldrijden plaats.